# 空飛ぶタクシー
空飛ぶタクシー（英: Flying Taxi）は、空飛ぶクルマを使ったタクシー、交通手段のこと。エアタクシー（英: Air Taxi）、ドローンタクシー（英: Drone Taxi）とも。都市における交通渋滞を避けて移動する新たな交通手段として、注目を浴びている。
2019年現在、都市に住む人の割合は世界で55.3%、日本で91.6%にのぼり、交通渋滞が世界的な問題になっている。渋滞によって数百時間が失われているという試算もあり、渋滞の解消が望まれている。そこで、空飛ぶタクシーを使用して渋滞の解消を目指す取り組みが世界各国で進められている。
アメリカのウーバーは2023年までにいくつかの都市で運用する予定であり、ドイツのボロコプターは2019年に有人飛行を成功させた。韓国は2025年の空飛ぶタクシーの実現を目指している。
日本では2022年7月、一般社団法人MASC（岡山県）によって中国のイーハン製の機体を使い兵庫県尼崎市で実証実験が行われた。
また、愛知県の株式会社SkyDriveや大阪市の大宝タクシーグループ・そらとぶタクシー株式会社（SkyTaxi）のほか、丸紅、日本航空、ANAホールディングスなどが2025年大阪・関西万博での空のインフラとして、大阪都市部〜関空〜夢洲エリアにおける商用運行開始を目指していたが、安全性証明の手続きに時間を要していることなどから実現せず、デモ飛行に留まっている。